# Wilamowianie

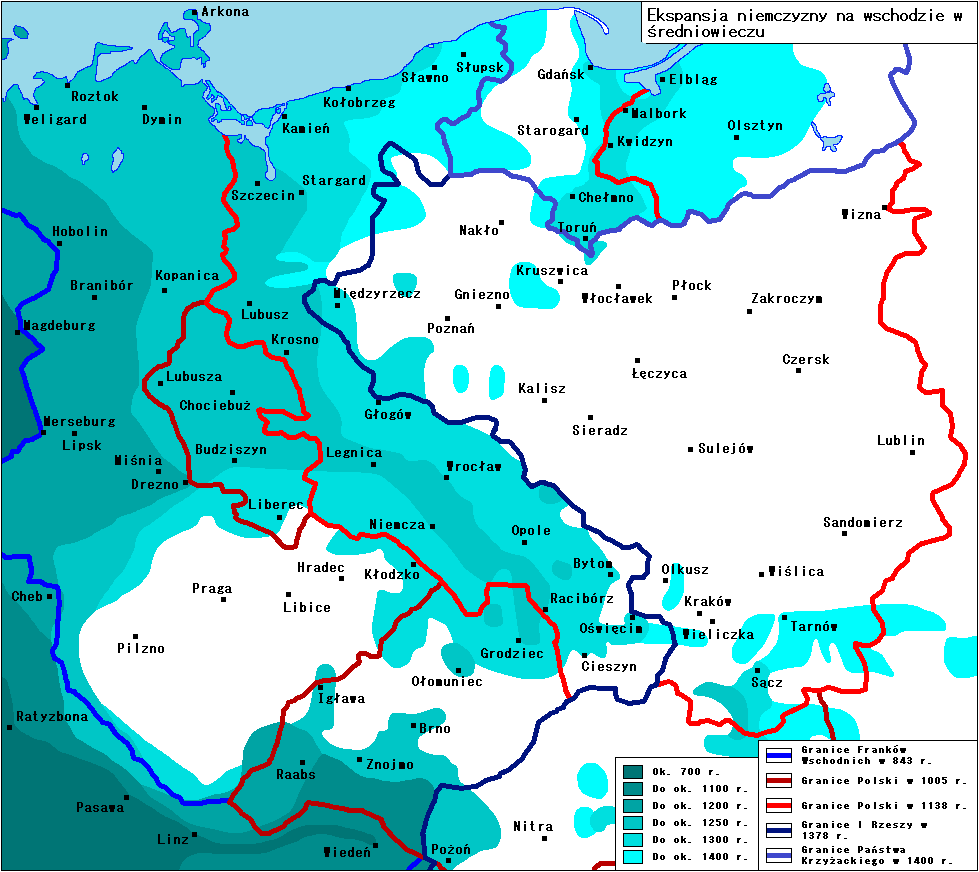
Osadnictwo i podboje niemieckie na wschodzie do 1400. Wilamowianie są pozostałością tej kolonizacji w Małopolsce

Wilamowianie  (wilamowicki Wymysiöejyn, niem. Wilmesauer) – grupa etnograficzna zamieszkująca miasto Wilamowice koło Bielska-Białej, mówiąca własnym językiem wilamowskim, posiadająca własny strój ludowy i tradycje. Nazwa Wilamowianie odnosi się do mieszkańców Wilamowic utożsamiających się ze społecznością kulturową Wilamowic, mieszkańców miasta określa się słowem wilamowiczanie. Wilamowianie nie są oficjalnie uznawaną przez rząd grupą etniczną. W Narodowym Spisie Powszechnym Ludności i Mieszkań 2021 wilamowską przynależność narodowo-etniczną zadeklarowało 85 osób, z tego 72 na terenie gminy Wilamowice, 2 w pozostałych gminach powiatu bielskiego, 4 w Łodzi, 3 w Warszawie. 

## Mowa

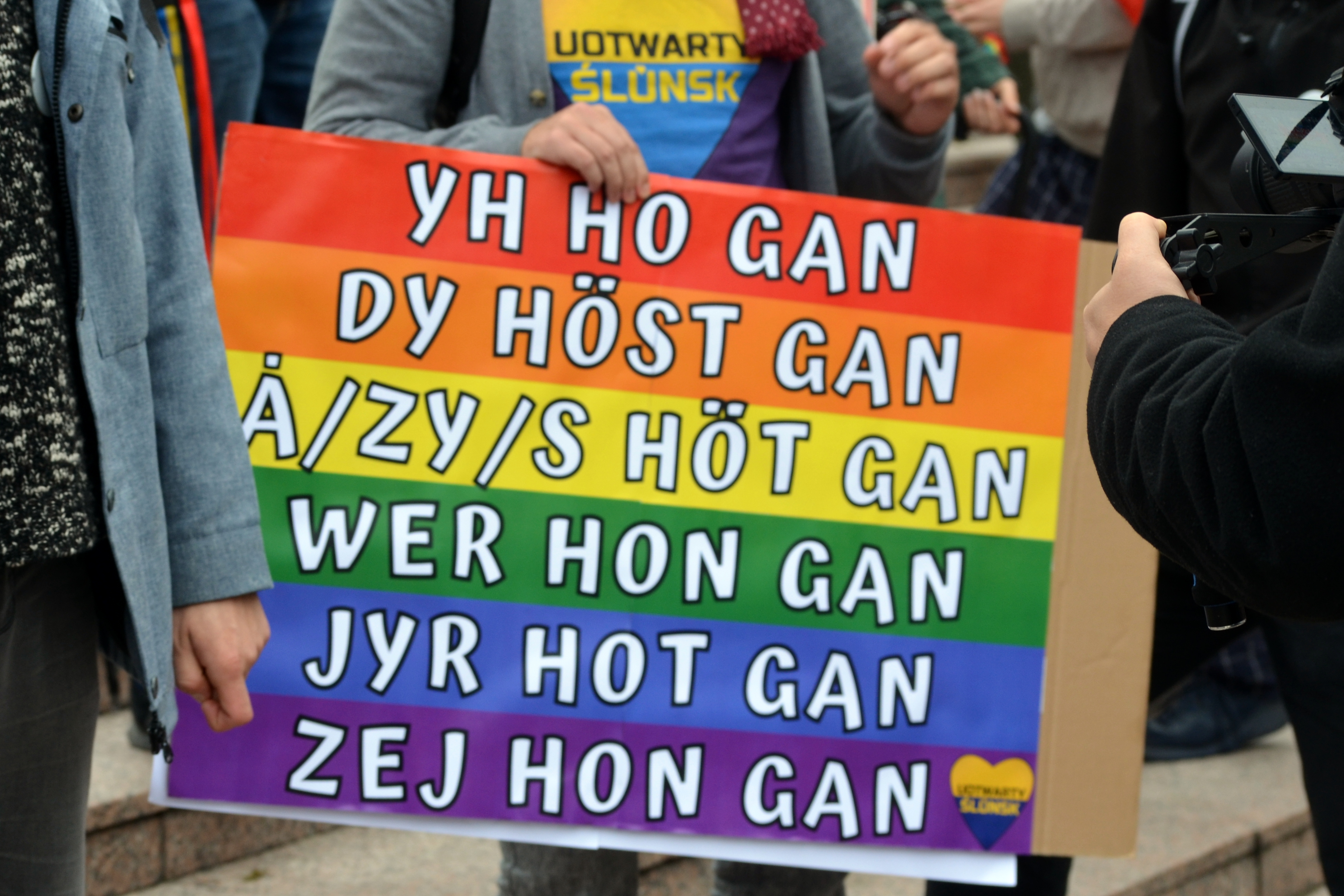
Odmiana słowa kochać w języku wilamowskim, transparent na Marszu Równości w Bielsku-Białej 2021

Wilamowianie posługują się językiem polskim oraz wilamowskim, nazywanym wymysiöeryś, który w powszechnym użytku był w Wilamowicach do 1945. Pod wpływem represji po zakończeniu II wojny światowej doszło do zerwania przekazu międzypokoleniowego. Wymysiöeryś został w znacznej mierze zastąpiony przez język polski. Obecnie tylko około 25 osób potrafi posługiwać się tym językiem. Zainteresowanie kulturą oraz mową wilamowską zaczęło odżywać w latach 90. XX wieku, m.in. za sprawą Tomasza Wicherkiewicza, który w 1998 opublikował rozprawę doktorską „Język, kultura i mieszkańcy Wilamowic w świetle twórczości literackiej Floriana Biesika”. W 2003 roku w miejscowej szkole podstawowej rozpoczęto nauczanie języka wilamowskiego, którego podjął się miejscowy poeta Józef Gara. Współcześnie grupa lokalnych aktywistów z Tymoteuszem Królem na czele zaangażowana jest w rewitalizację języka wilamowskiego, którą wspierają m.in. naukowcy z Uniwersytetu Warszawskiego. Dzięki wnioskowi Tymoteusza Króla, Biblioteka Kongresu USA 18 lipca 2007 wpisała język wilamowski w rejestr języków świata, został on również zarejestrowany w Międzynarodowej Organizacji Normalizacyjnej, gdzie przydzielono mu kod ISO: wym. Od 2015 podjęto kilka prób przyznania wilamowskiemu statusu języka regionalnego w rozumieniu ustawy z dnia 6 stycznia 2005 r. o mniejszościach narodowych i etnicznych oraz o języku regionalnym.

## Znani Wilamowianie

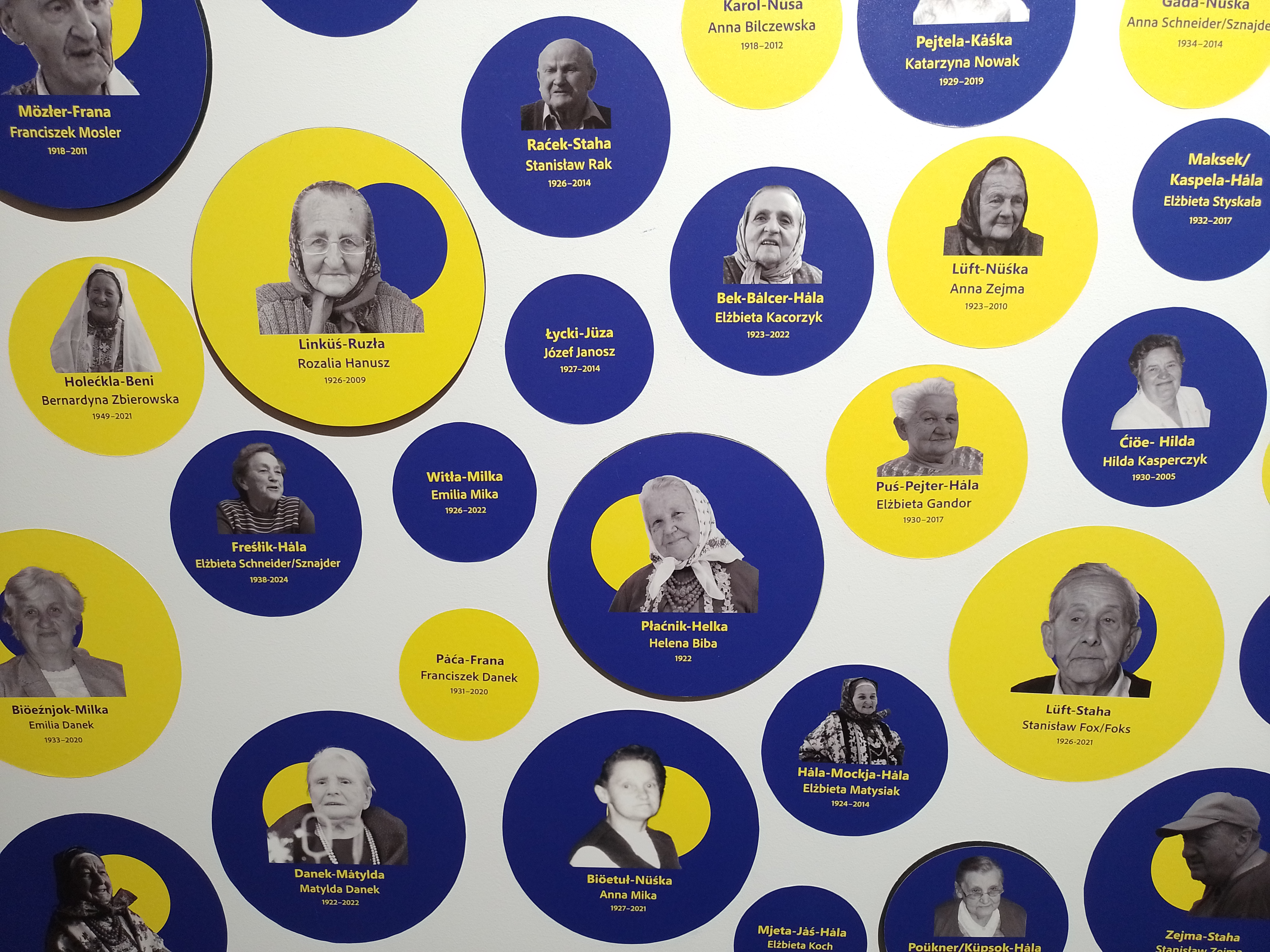
Fragment ekspozycji Muzeum Kultury Wilamowskiej z nazwiskami i fotografiami Wilamowian współpracujących na początku XXI wieku z naukowcami i aktywistami na rzecz rewitalizacji języka wilamowskiego

- Józef Bilczewski
- Florian Biesik
- Józef Gara
- Jadwiga Bilczewska-Stanecka
- Jan Gawiński
- Hermann Mojmir